# Калесија
Калесија је градско насеље и сједиште општине Калесија, која се налази у сјевероисточној БиХ. Административно припада Тузланском кантону Федерације Босне и Херцеговине. Према прелиминарним подацима пописа становништва 2013. године, у Калесији је пописано 2.039 лица.

## Географија
Налази се у подручју горњег тока ријеке Спрече, односно у њеној алувијалној равни, на јужним обронцима планине Мајевице и сјеверним рубним дијеловима Јаворника. Насеље је административно настало 1990. године деобом бившег насеља Калесија на насеље „Калесија Град“ и Калесија Село.
Само место има повољан природно-географски положај. Кроз Калесију пролази магистрални пут Тузла - Зворник, који је наследио улогу повезивања поменутог простора још из античког периода. Такође, преко калесијске територије пролази железничка пруга Тузла - Живинице - Калесија - Зворник. Захваљујући споменутим комуникацијама подручје Калесије има квалитетнију везу са регијом и осталим деловима Босне и Херцеговине.

## Становништво

### Национални састав
|                      | 2013.          | 1991.           | 1981.           | 1971.           |
| Укупно               | 2 039 (100,0%) | 2 208 (100,0%)  | 3 351 (100,0%)  | 2 084 (100,0%)  |
| Бошњаци              | 1 868 (91,61%) | 1 111 (50,32%)1 | 2 678 (79,92%)1 | 1 993 (95,63%)1 |
| Роми                 | 100 (4,904%)   | –               | 25 (0,746%)     | –               |
| Албанци              | 20 (0,981%)    | –               | 12 (0,358%)     | 4 (0,192%)      |
| Босанци              | 15 (0,736%)    | –               | –               | –               |
| Неизјашњени          | 11 (0,539%)    | –               | –               | –               |
| Босанци и Херцеговци | 8 (0,392%)     | –               | –               | –               |
| Срби                 | 6 (0,294%)     | 617 (27,94%)    | 439 (13,10%)    | 81 (3,887%)     |
| Муслимани            | 5 (0,245%)     | –               | –               | –               |
| Хрвати               | 3 (0,147%)     | 16 (0,725%)     | 11 (0,328%)     | 1 (0,048%)      |
| Остали               | 2 (0,098%)     | 367 (16,62%)    | 14 (0,418%)     | 4 (0,192%)      |
| Непознато            | 1 (0,049%)     | –               | –               | –               |
| Југословени          | –              | 97 (4,393%)     | 157 (4,685%)    | 1 (0,048%)      |
| Црногорци            | –              | –               | 15 (0,448%)     | –               |

1. 1 На пописима од 1971. до 1991. Бошњаци су пописивани углавном као Муслимани.